# Letter from Home
Letter from Home – szósty studyjny (ósmy w dyskografii) album grupy Pat Metheny Group, nagrany w marcu 1989 r. i w tym samym roku wydany przez wytwórnię Geffen Records. Album zdobył w 1990 r. nagrodę Grammy w kategorii Best Jazz Fusion Performance.

## Lista utworów
1. „Have You Heard” (Metheny) – 6:25
2. „Every Summer Night” (Metheny) – 7:13
3. „Better Days Ahead” (Metheny) – 3:03
4. „Spring Ain't Here” (Metheny) – 6:55
5. „45/8” (Metheny i Mays) – 0:57
6. „5-5-7" (Metheny i Mays) – 7:54
7. „Beat 70” (Metheny i Mays) – 4:55
8. „Dream of the Return” (Metheny; słowa: Aznar) – 5:26
9. „Are We There Yet” (Mays) – 7:55
10. „Vidala” (Aznar) – 3:03
11. „Slip Away” (Metheny) – 5:25
12. „Letter from Home” (Metheny) – 2:33

## Skład zespołu
- Pat Metheny – gitary, synclavier
- Lyle Mays – fortepian, organy, instrumenty klawiszowe, synclavier, trąbka
- Pedro Aznar – wokal, saksofon tenorowy, instrumenty perkusyjne, harmonijka klawiszowa, wibrafon, marimba, gitara akustyczna, charango
- Steve Rodby – gitary basowe
- Paul Wertico – perkusja, instrumenty perkusyjne
- Armando Marcal – instrumenty perkusyjne

## Miejsca na listachBillboardu
| Rok  | Lista                        | Miejsce |
| ---- | ---------------------------- | ------- |
| 1989 | The Billboard 200            | 66      |
| 1989 | Top Contemporary Jazz Albums | 1       |